# Deutsches Meisterschaftsrudern 1956
Das 67. Deutsche Meisterschaftsrudern wurde 1956 in Heilbronn ausgetragen. Wie im Vorjahr wurde das Meisterschaftsrudern als gesamtdeutsche Meisterschaften ausgetragen, weshalb auch Boote aus der DDR am Start waren. Insgesamt wurden Medaillen in 15 Bootsklassen vergeben. Davon 11 bei den Männern und 4 bei den Frauen.

## Medaillengewinner

### Männer
| Bootsklasse                           | Gold | Silber | Bronze |
| ------------------------------------- | --- | --- | --- |
| Einer                                 | Klaus von Fersen (Ratzeburger RC) | Rüdiger Niebann (SG Berlin-Grünau) | Horst Schäfer (Koblenzer RC Rhenania) |
| Doppelzweier                          | Rgm. Gießener RG 1877 / RV Neptun Konstanz Thomas Schneider Kurt Hipper | Ratzeburger RC Manfred Rulffs Klaus von Fersen | HSGW TH Dresden Johannes Lehmann Friedrich Dümmler |
| Zweier ohne Steuermann                | RC Germania Düsseldorf Helmut Sauermilch Claus Heß | Lübecker RK Heinz Lühr Gerhard Zimmermann | SC Dynamo Berlin Heinz Hörig Manfred Grohnert |
| Zweier mit Steuermann                 | RG Wiesbaden-Biebrich 1888 Karl-Heinrich von Groddeck Horst Arndt Rainer Borkowsky (Stm.) | Lübecker RK Horst Schmiegelt Walter Joksch Willi Steffens (Stm.) | Vegesacker RV Heinz Manchen Helmut Heinhold Heinz-Georg Oehlers (Stm.)                                                                                          |
| Vierer ohne Steuermann                | ETuF Essen Wilhelm Montag Horst Stobbe Christian Stewens Manfred Fitze | SC Motor Berlin Lothar Schirmer Ulrich Sonntag Peter Kossakowski Klaus Hahnel | SC Einheit Berlin Karl-Heinz Witt Franz Winkelmann Eberhard Hirschfelder Achim Hill                                                                             |
| Vierer mit Steuermann                 | ZSK Vorwärts Berlin Gerhard Müller Egon Meyer Heinz Dathe Lothar Wundratsch Wolfgang Kuhnert (Stm.) | Gießener RG 1877 Gernot Obermann Rolf Beck Jürgen Klein Walter Kühn Peter Renger (Stm.) | Kölner RV von 1877 Hans Betz Günter Harms Roland Freihoff Heinz Zünkler Friedrich Iserloh (Stm.)                                                                |
| Achter                                | ZSK Vorwärts Berlin Walter Iversen Horst Miersch Gerhard Müller Dieter Leiste Georg Bassus Egon Meyer Heinz Dathe Lothar Wundratsch Wolfgang Kuhnert (Stm.)                                             | Rgm. ATV Ditmarsia Kiel / ARV Angaria Hannover / Erster Kieler RC von 1862 Ernst Siedel Peter Plica Carl Stowahse Uwe Rother Karl Gezeck Frank Schepke Kraft Schepke Hans Sponholz Karl Wiepcke (Stm.) | SC Motor Berlin Horst Werner Hans-Jürgen Reibold Manfred Richter Erhard Krause Lothar Schirmer Ulrich Sonntag Peter Kossakowski Klaus Hahnel Erich Kolke (Stm.) |
| Leichtgewichts-Einer                  | Dieter Pindur (ETuF Essen) | Klaus Filter (SC Dynamo Berlin) | Frank-Ulrich Piasecki (ARV Angaria Hannover) |
| Leichtgewichts-Vierer ohne Steuermann | SC Motor Berlin Wolfgang Süring Günter Vogt Karl-Heinz Guse Wolfgang Schwark | Frankfurter RG Germania 1869 Werner Moese Klaus Dieterle Jürgen Bruder Johannes Winckler | Hannoverscher RC von 1880 Günter Hanke Peter Raulin Günter Rasche Helmut Noll                                                                                   |
| Leichtgewichts-Vierer mit Steuermann  | Erster Kieler RC von 1862 Siegfried Pohl Dieter Stephany Wilhelm Sierth Jens Paustian Peter Pappenheim (Stm.)                                                                                           | SC Einheit Berlin Werner Jäkel Heinz Degenhardt Jürgen Hempler Oskar Gossing Manfred Busch (Stm.) | Schweinfurter RC Franken von 1882 Gerhard Virnekäs Ottmar Rupp Franz Schwalb Konrad Preiß Christian Gerold (Stm.)                                               |
| Leichtgewichts-Achter                 | Rgm. Erster Kieler RC von 1862 / Heilbronner RG Schwaben Siegfried Pohl Dieter Stephany Jürgen Rochna Ekhard Gehring Hans Jörg Mosner Werner Klenk Wilhelm Sierth Jens Paustian Peter Pappenheim (Stm.) | Mainzer RV von 1878 Hermann Kronenburg Guntram Amon Helmut Berthold Werner Kiefer Gerhard Kiefer Gerhard Cordes Philipp Magel Klaus Poehlmann Karl-August Jung (Stm.)                                  | Kölner RG 1891 Heinz Morher Willi Koll Günter Wallerstein Jonny Derkum Ernst Ludwig Thoratier Ulrich Wege Robert Pütz Dieter Kaiser Herbert Höner (Stm.)        |

### Frauen
| Bootsklasse                             | Gold | Silber                                                                                          | Bronze                                                                                             |
| --------------------------------------- | --- | ----------------------------------------------------------------------------------------------- | -------------------------------------------------------------------------------------------------- |
| Einer                                   | Ingrid Scholz (Duisburger RV) | Marianne Horrmann-Köhler (SC Motor Berlin)                                                      | Gisela Zahn (RG Heidelberg 1898)                                                                   |
| Doppelzweier                            | SCW DHfK Leipzig Herta Manger Gisela Pünner | Rgm. Duisburger RV / RuTG Wesel Ingrid Scholz Ursula Vogt                                       | Rgm. RG Wiesbaden-Biebrich 1888 / IfL Uni Kiel Inge Hoppe Ilse Redecker                            |
| Doppelvierer mit Steuerfrau             | SC Motor Berlin Marianne Falk Ingrid Matthes Marianne Horrmann-Köhler Hella Schulz Ursula Gesch (Stf.)                                                    | SCW DHfK Leipzig Irene Meisel Brigitte Raue Ruth Harre-Linhart Johanna Knoll Edith Hülle (Stf.) | SC Dynamo Berlin Ursula Polzin Lieselotte Proll Renate Iversen Ingeburg Sasse Renate Filter (Stf.) |
| Doppelvierer Stilrundern mit Steuerfrau | Bremer RV von 1882 Renate Quednau Ursel Giele Eva-Charlotte Drews Erika Schütte Antje Asendorf (Stf.)                                                     | SC Einheit Berlin Gerda Ramlow Ursula Lucas Annemarie Otte Ilse Schreiber Norma Dietz (Stf.)    | BSG Einheit Dresden Gertraud Werner Anita Günther Gudrun Enger Sigrid Voigt Gerda Groeger (Stf.)   |
| Achter                                  | SC Motor Berlin Ingrid Matthes Ursula Nawrot Gerda Weith Marianne Falk Ingeborg Könnecke Hella Schulz Anita Blankenfeld Helga Richter Ursula Gesch (Stf.) | Keine weiteren Boote am Start.                                                                  | Keine weiteren Boote am Start.                                                                     |